# Rückennummer

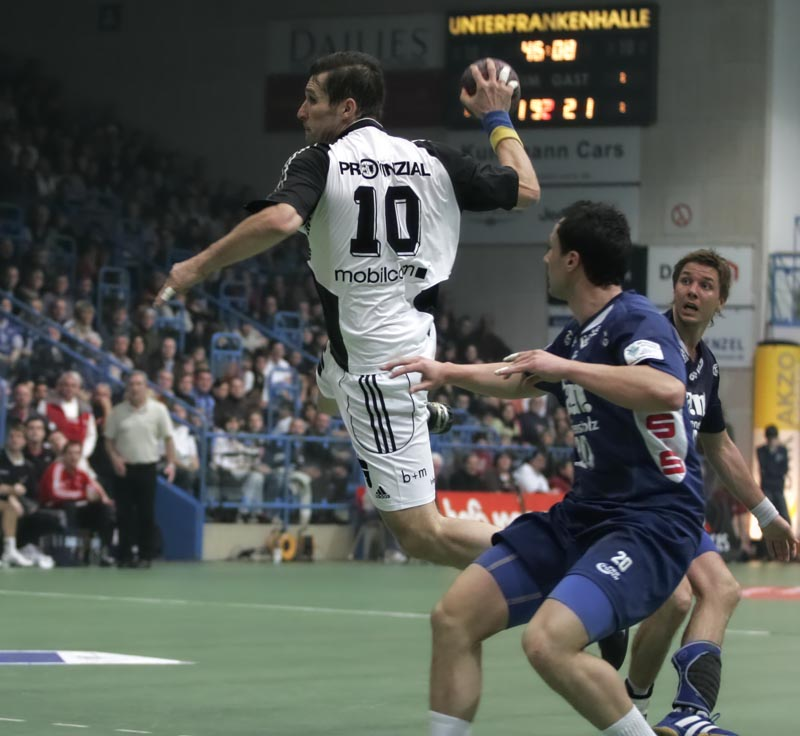
Rückennummer auf dem Trikot eines Handballspielers

Eine Rückennummer wird auf den Trikots von Sportlern in Mannschaftssportarten angebracht. Dadurch fällt die Identifizierung der einzelnen Sportler durch Schiedsrichter und Zuschauer leichter. In den meisten Sportarten wird die Größe der Nummern fest vorgeschrieben. Abhängig von der Sportart werden Rückennummern entweder bei jedem Spiel, jedem Turnier oder für eine ganze Saison fest vergeben.
In einigen Sportarten standen oder stehen die Rückennummern für bestimmte Positionen der Sportler innerhalb der Mannschaft.
Feste Rückennummern sind heutzutage vor allem bei Profisportlern populärer Sportarten üblich. Zusätzlich wird auf dem Trikot oft auch der Spielername über oder unter die Rückennummer gedruckt. Viele Spieler fühlen sich aus Aberglauben mit bestimmten Nummern besonders wohl, oder wählen eine Nummer mit persönlichem Bezug.
Das Gegenstück bei vielen Individualsportarten ist die Startnummer.

## Sportarten

### American Football
Die Rückennummern haben üblicherweise eine feste Zuteilung zu den Positionen, nicht zuletzt zur Orientierung der Schiedsrichter. Zwar ist diese Zuordnung nach den Regeln der NCAA nicht zwingend vorgeschrieben, allerdings wird nachdrücklich empfohlen, die Nummern nach dem auch in der NFL üblichen Schema zu vergeben. Für die Offensive Line ist die Nummerierung mit Nummern zwischen 50 und 79 während normaler Spielzüge allerdings vorgegeben, da sie beispielsweise keine Bälle fangen und den Ball auch sonst nur als freien Ball (z. B. Fumble) berühren bzw. während Passspielzügen vor dem Werfen des Balls nicht nach vorne laufen dürfen. Meist werden die Nummern nach folgendem Schema vergeben:
- 1–9: Quarterbacks, Kicker, Punter sowie Wide Receiver, Linebacker und Defensive Backs (seit 2021)
- 10–19: Quarterbacks, Kicker, Punter, Wide Receiver und Defensive Backs
- 20–39: Running Backs, Defensive Backs
- 40–49: Running Backs, Defensive Backs, Tight Ends, Linebacker (seit 2015)[1]
- 50–59: Center und Linebacker
- 60–79: Defensive-Linemen, Offense-Linemen (Guards, Tackles, Center)
- 80–89: Wide Receiver, Tight Ends
- 90–99: Defensive-Linemen (Defensive Ends, Defensive Tackles)

Eine Ausnahme in der NFL war der langjährige Center der Oakland Raiders, Jim Otto. Er trug Nummer „00“ („aught-oh“) während der meisten Spiele seiner Karriere, sowie Wide Receiver Ken Burrough der Houston Oilers, welcher ebenfalls die „00“ während seiner NFL-Karriere in den 1970er Jahren trug.
Seit 2021 ist die feste Nummernzuteilung in der NFL aufgehoben. 60er und 70er Nummern sind weiterhin der offensive Line vorbehalten, aber alle anderen Nummern können frei vergeben werden.

### Basketball
In Europa waren beim Basketball die Trikotnummern lange Zeit auf die Zahlen 4 bis 15 beschränkt, damit Spielernummern von den Schiedsrichtern einfach per Handzeichen angezeigt werden konnten. (Die Handzeichen für 1, 2 und 3 werden anderweitig genutzt.) Aktuell sind in der deutschen Basketball-Bundesliga die Nummern 4–25, 30–35, 40–45 sowie 50–55 üblich, da diese von den Schiedsrichtern einfach angezeigt werden können.
In der amerikanischen Profiliga NBA konnten Spieler schon immer alle einstelligen und zweistelligen Nummern inklusive 0 und 00 wählen. Im College-Basketball dürfen nur Kombinationen aus den Zahlen 0 bis 5 verwendet werden.
Eine der bekanntesten Trikotnummern ist die Nummer 23, die von Michael Jordan populär gemacht wurde.

### Baseball
Ein erster Vorläufer der Rückennummer war in den USA im Jahr 1916 eine Nummer für die Spieler des Baseballteams der Cleveland Indians, die auf dem Ärmel getragen wurde.
Es gibt keine Zuordnung von Spielposition und Rückennummer, die Nummern können innerhalb der Vereine nach unterschiedlichen Kriterien frei vergeben werden. Zusätzlich zu den fortlaufenden Kardinalzahlen von 1 bis 99 gibt es die Reihe 0–9 mit führender Null (00, 01, 02 usw.) und die alleinstehende Null „0“. Die offiziellen Baseballregeln schreiben in Regel 1.11.a(1) vor, dass „die Spielkleidung mit einer für jeden Spieler unterschiedlichen Rückennummer versehen sein muss, die nicht kleiner als 15 cm sein darf“.
Eine Besonderheit besteht in der MLB: Dort ist die Rückennummer 42 von Jackie Robinson ligenweit seit 1997 – dem fünfzigsten Jahrestag der Reintegration der MLB durch Robinson – gesperrt und kann nicht mehr vergeben werden.

### Eishockey
Im Eishockey kann jeder Spieler eine beliebige Nummer zwischen 1 und 99 wählen, die gemäß den IIHF-Regeln am Rücken (25–30 cm hoch) und an den Ärmeln (10 cm hoch) angebracht werden soll. Zusätzlich wird die Nummer oft an der Vorderseite der Spielerdressen und den Stutzen angebracht. Weiterhin ist bei internationalen Begegnungen der Spielername in einer Höhe von 10 cm über der Rückennummer in Großbuchstaben anzubringen. Eine Besonderheit besteht in der NHL: Dort ist die Rückennummer 99 von Wayne Gretzky ligaweit gesperrt und wird nicht mehr vergeben. In Deutschland trifft dieses ligaweit für die Rückennummer 80 des verstorbenen Nationaltorhüters Robert Müller zu. Vereinsintern sind weitere Rückennummern der jeweiligen Spieler gesperrt.

### Fußball

#### Vergabe von Rückennummern in der Praxis
Im Fußball wurden Rückennummern nach einigen Quellen erstmals am 25. August 1928 in England in den Spielen des FC Arsenal gegen Sheffield Wednesday und das des FC Chelsea gegen Swansea City verwendet. Andere Quellen führen das englische Pokalfinale 1933 zwischen dem FC Everton und Manchester City als erstes Fußballspiel mit Rückennummern, wobei die Spieler von Everton die Nummern 1 bis 11 und die Spieler aus Manchester die Nummern 12 bis 22 trugen. Weitere Quellen postulieren die Nutzung von Rückennummern in Australien bereits ab dem Jahr 1911, als die Sydneyer Mannschaften von Leichhardt und HMS Powerful erstmals Rückennummern trugen, was ab 1912 bei allen offiziellen Wettbewerben des australischen Bundesstaates New South Wales Pflicht wurde.
Für internationale Spiele waren von 1939 an für alle Mannschaften Rückennummern von 1 bis 11 vorgesehen, wobei die Nummern Hinweise auf die Positionen der Spieler im taktischen 2-3-5-System gaben:
- 1: Torwart
- 2 und 3: Verteidiger
- 4 und 6: Außenläufer (Stellt im Zweikampf den Spielmacher (Nr. 10).)
- 5: Mittelläufer
- 7: Rechtsaußen
- 8: Halbrechter
- 9: Mittelstürmer
- 10: Halblinker (Spielmacherposition)
- 11: Linksaußen

Später war die Rückennummer nicht mehr an eine Position gebunden. Beispielsweise vergaben die Niederländer (mit Ausnahme der Nr. 14 für Johan Cruyff) bei der Fußball-Weltmeisterschaft 1974 in Deutschland und die Argentinier 1974 (mit Ausnahme der Nummern 1, 12 und 21 der Torhüter) und 1978 sowie 1982 (mit Ausnahme der 10 für Diego Maradona) die Rückennummern alphabetisch. 1986 machten die Argentinier Ausnahmen für Daniel Passarella (Nr. 6), Diego Maradona (Nr. 10) und Jorge Valdano (Nr. 11). 1990 gab es noch eine Mischung von alphabetischer Nummerierung und Ausnahmen, erst 1994 wandten auch die Argentinier das übliche System der Nummerierung der Stammkräfte an.
Im deutschen Fußball wurden Rückennummern erst zur Saison 1948/49 eingeführt. Der 1. FC Nürnberg verzichtete trotzdem zunächst auf Rückennummern und übernahm diese erst 1951. Bis einschließlich 1994/95 gab es in den deutschen Vereinen keine festen Rückennummern, so dass in der Anfangself an jedem Spieltag die Rückennummern von 1 bis 11 vertreten waren. Erst einige Jahre nach der Einführung fester Rückennummern gingen die Vereine dazu über, zusätzlich auch die Namen der Spieler auf die Trikots zu drucken.
Auch im modernen Fußball werden einige Rückennummern häufig noch mit Bezug zu bestimmten Positionen vergeben. Die Rückennummer 1 bekommt in der Regel ein Torwart, in den meisten Fällen der Stammtorhüter der Mannschaft. Die „10“ wird häufig an einen zentralen offensiven Mittelfeld-Spieler vergeben. Die Rückennummern „9“ und „11“ werden auch heute noch häufig an Stürmer vergeben.

#### Regelungen
Die Wahl der Rückennummern unterliegt bestimmten Einschränkungen. International sind grundsätzlich nur maximal zweistellige Rückennummern erlaubt. Eine Ausnahme machte die FIFA für Andreas Herzog in seinem 100. Länderspiel, das er mit der Rückennummer 100 bestreiten durfte. Bei internationalen Turnieren wie Weltmeisterschaften oder Europameisterschaften sind seit 2008 fortlaufende Rückennummern vorgeschrieben. 
Die Deutsche Fußball Liga (DFL) legt den Vereinen der Fußball-Bundesliga und 2. Fußball-Bundesliga grundsätzlich nahe, eine durchgehende Nummerierung der Rückennummern vorzunehmen, so dass die höchste Rückennummer in Relation zur tatsächlichen Größe des Spielerkaders steht. Mit Beginn der Bundesliga-Saison 2011/12 führte die DFL ein Verbot für Rückennummern jenseits der 40 ein, der erlaubte Bereich wurde 2023 auf 1 bis 49 erweitert.
Sollte ein Kader mehr als 49 Spieler umfassen, muss fortlaufend nummeriert werden. Nicht betroffen waren Spieler, die bereits vor dieser Saison eine höhere Rückennummer bei ihrem Verein besaßen. Mit der Rückennummer „77“ trug Andreas Görlitz in Diensten des Karlsruher SC während der Saison 2007/2008 die höchste jemals vergebene Rückennummer im deutschen Profifußball. In Deutschland darf die Nummer 1 nur von einem Torhüter getragen werden, die Nummern 2 bis 11 sind für Torhüter gesperrt.
Im Fußball ist die Größe und Position der Rückennummer in der Regel genau geregelt. Zum Beispiel verfügte die FIFA für die Weltmeisterschaft 2006, dass die Nummern zwischen 25 und 35 Zentimeter groß sein mussten, sowie sich farblich deutlich von der Trikotfarbe abzusetzen hatten. Zur Überprüfung hatten die teilnehmenden Verbände Mustertrikots vor dem Turnier einzusenden. Bei Länderspielen werden Rückennummern seit einigen Jahren nicht mehr nur auf der Rückenseite des Trikots, sondern zunächst auch auf der Vorderseite der Hosen (bei Weltmeisterschaften erstmals 1974) und dann auch auf der Vorderseite der Trikots (bei Weltmeisterschaften erstmals 1994) getragen. Dies soll die Arbeit des Schiedsrichtergespanns erleichtern.

#### Rückennummer als allgemeine Positionsbezeichnung
Besonders im zentralen Mittelfeld werden die Spieler anhand ihrer Positionen bzw. die Positionen selbst gegenwärtig umgangssprachlich mit einer Rückennummer bezeichnet. Dabei ist ein Sechser ein defensiver Mittelfeldspieler (bei zwei aufgestellten defensiven Mittelfeldspielern wird von einer Doppelsechs gesprochen), ein Achter ein zentraler Mittelfeldspieler im engeren Sinne und ein Zehner ein offensiver Mittelfeldspieler bzw. Spielmacher. Analog dazu spielt ein Spieler umgangssprachlich auf der Sechs/Acht/Zehn. 
Ein sich häufig fallenlassender Stürmer, der zwischen Angriff und Mittelfeld pendelt (Hängende Spitze) wird auch als Falsche Neun bezeichnet.

### Handball
Die Spieler müssen auf der Trikotrückseite mindestens 20 cm und auf der Trikotvorderseite mindestens 10 cm hohe sichtbare Nummern haben. Dabei muss es sich um Nummern von 1 bis 99 handeln. Spieler, die zwischen Feldspieler und Torwartposition wechseln, müssen die gleiche Nummer benutzen. Die Farbe der Nummern muss sich deutlich von Farbe und Design der Spielkleidung abheben.

### Rugby
Im Rugby Union, auch Fünfzehnerrugby genannt, sind die Rückennummern fest an die Positionen der Spieler gebunden. Die 15 Spieler jeder Mannschaft werden dabei in acht Stürmer (Forwards) und sieben Hintermannschaftsspieler (Backs) unterteilt. Die Forwards spielen in Trikots mit den Rückennummern 1 bis 8, die Backs mit den Rückennummern 9 bis 15.
Die Nummern 1 bis 3 bilden im Gedränge die erste, 4 bis 5 die zweite und 6 bis 8 die dritte Reihe. Die Positionen 9 bis 10 werden als Halbspieler, 11 bis 14 als Dreiviertelreihe und die 15 als Schlussmann bezeichnet.
Eine Schemazeichnung mit allen Spielerpositionen siehe im entsprechenden Artikel.

### Faustball
Im Faustball sind die Rückennummern auf die Nummer 1–20 auf nationaler und internationaler Ebene beschränkt. Unterhalb der Bundesligen dürfen auch höhere Nummern getragen werden. Das Sperren von Nummern ist hier nicht üblich. Die Deutsche Faustball-Liga hat festgelegt, dass in den Bundesligen Nummern vorne und hinten auf dem Trikot und vorne auf der Hose zu tragen sind.

### Volleyball
Im Volleyball sind die Rückennummern von 1 bis 20 im internationalen Volleyball (FIVB) sowie von 1 bis 99 im nationalen Bereich (DVV) erlaubt. Die Nummer sollten sich von der Trikotfarbe absetzen. Die Nummern werden oft beliebig verteilt und sind unabhängig von Leistung, Position oder Alter usw. Die Nummern müssen mindestens 20 cm groß und 2 cm breit sein und immer mittig platziert sein.

## Geschützte Rückennummern
Aus Nordamerika kommt der Trend, Rückennummern von populären Sportlern nach deren Karriereende nicht mehr zu vergeben (retired numbers, gesperrte oder geschützte Rücken- bzw. Trikotnummern). Die erste im professionellen Sport geschützte Trikotnummer war die „6“ von Ace Bailey der Toronto Maple Leafs. Das Schützen der Nummer ist meistens mit einer feierlichen Zeremonie, in deren Rahmen das Trikot des Spielers über dem Spielfeld bzw. unter der (Eishockey-)Hallendecke aufgehängt wird, verbunden.
Die erste geschützte Rückennummer im Baseball war am 4. Juli 1939 die Nummer 4 im Team der New York Yankees in Erinnerung an Lou Gehrig. Ein besonderer Fall in der Major League Baseball (MLB) ist die Nummer 42, welche von Jackie Robinson bei den Brooklyn Dodgers getragen wurde. Diese Nummer wurde nach seiner Karriere nicht nur von den Dodgers, sondern von der gesamten Liga geschützt, sodass kein Spieler der MLB die 42 mehr tragen darf. Eine Ausnahme waren die Spieler, die zum Zeitpunkt der Sperrung die 42 trugen, sie durften die Rückennummer bis zu ihrem Karriereende weiter tragen. Der Schutz der Nummer geschah als Ehrung dafür, dass Robinson der erste Afroamerikaner war, der 1947 die Ausgrenzung afroamerikanischen Spieler in der MLB durchbrach, welche seit 1880 bestand.
Neben der Nummer 42 in der MLB gibt es noch eine weitere ligaweit geschützte Nummer in den nordamerikanischen Sportligen. Hierbei handelt es sich um die 99, die einer der wohl weltbesten Eishockeyspieler, Wayne Gretzky, trug. Sie wurde nach dessen Karriereende für die gesamte National Hockey League (NHL) gesperrt. Mit dem Ableben Bill Russells 2022 versetzte auch die National Basketball Association (NBA) dessen Nummer 6 ab 2023 ligaweit in den Ruhestand, für Spieler mit dieser Nummer zu diesem Zeitpunkt gilt Bestandsschutz, im Englischen grandfathering rule (zu deutsch „Großvater-Regel“).
Auch in Europa gibt es immer mehr Sportmannschaften, die in der jüngeren Vergangenheit Rückennummern geschützt haben. Die erste im deutschen Eishockey ligaweit gesperrte Nummer war die 80 des mit 28 Jahren verstorbenen deutschen Nationaltorwarts Robert Müller.
Die Rückennummer 88 ist seitens des DFB und den Landesverbänden verboten zu vergeben. Die Zahlenkombination 88 steht im Rechtsradikalismus für Heil Hitler.

### Beispiele geschützter Rückennummern im Fußball
- Die Rückennummer 10 von Diego Maradona wird beim SSC Neapel nicht mehr vergeben.
- Die Rückennummer 5 von Franz Beckenbauer wird nach dessen Tod beim FC Bayern München nicht mehr vergeben.
- Die Rückennummer 10 von Ferenc Puskás wird bei Honvéd Budapest nicht mehr vergeben (posthum).
- In Anlehnung daran, die Fans als „zwölften Mann“ zu bezeichnen, vergeben u. a. viele Vereine der Fußball-Bundesliga sowie die Österreichische Fußballnationalmannschaft (falls möglich) die Rückennummer 12 nicht.
- Nach dem Karriereende von Franco Baresi wurde die 6 vom AC Mailand bis auf Weiteres gesperrt. Baresi spielte in 20 Saisons für den Verein.
- Ebenso wird die Rückennummer 3 von Paolo Maldini seit dessen Karriereende nach der Serie-A-Saison 2008/09 beim AC Mailand nicht mehr vergeben. Sie wird nur dann wieder vergeben, wenn einer von Maldinis Söhnen Profispieler im Verein werden sollte.
- Die Rückennummer 3 von Giacinto Facchetti wird seit dessen Karriereende bei Inter Mailand nicht mehr vergeben.
- Die Rückennummer 14 von Johan Cruyff wird seit dem 25. April 2007, dem 60. Geburtstag Cruyffs, bei Ajax Amsterdam nicht mehr vergeben.
- Die Rückennummer 10 von Roberto Baggio wird seit dessen Karriereende bei Brescia Calcio nicht mehr vergeben.
- Die Rückennummer 10 wird bei Legia Warschau nach dem Tod von Kazimierz Deyna nicht mehr vergeben.
- Die Rückennummer 11 wird bei Wacker Burghausen nach dem Tod von Marek Krejčí nicht mehr vergeben.
- Die Rückennummer 23 wird bei Manchester City nach dem Tod von Marc-Vivien Foé nicht mehr vergeben.
- Die Rückennummer 29 wird bei Benfica Lissabon nach dem plötzlichen Herztod von Miklós Fehér am 25. Januar 2004 aus Respekt nicht mehr vergeben.
- Die Rückennummer 40 wird bei Swansea City nach dem Tod von Besian Idrizaj nicht mehr vergeben.
- Die Rückennummer 21 wurde beim FC St. Pauli zu Ehren von Holger Stanislawski zwischen 2004 und 2019 nicht vergeben.[13]
- Die Rückennummer 39 wurde beim SC Wiener Neustadt zu Ehren von Stefan Maierhofer nicht mehr vergeben. Maierhofer absolvierte allerdings nur vier Spiele für den Sportclub.[14] Seit der Saison 2018/19 wird sie aber doch wieder vergeben.
- Die Rückennummer 1 sollte nach dem Suizid des Torwartes Robert Enke bei Hannover 96 zunächst dauerhaft nicht mehr vergeben werden,[15] wurde dann aber wenige Monate später doch wieder einem anderen Spieler übertragen.[16]
- Die Rückennummer 13 wird beim AC Florenz und bei Cagliari Calcio nach dem plötzlichen Herztod von Davide Astori Anfang März 2018 aus Respekt nicht mehr vergeben.[17]
- Die Rückennummer 22 von Jude Bellingham wird bei Birmingham City seit dessen Wechsel zu Borussia Dortmund im Juli 2020 nicht mehr vergeben[18].
- Die Rückennummer 3 wird bei Dynamo Dresden seit 2024 nicht mehr vergeben. Sie gehörte dem 2022 verstorbenen Rekordnationalspieler, dem Ehrenspielführer und Vereinsikone von Dynamo Dresden Hans-Jürgen „Dixie“ Dörner.[19]
- Die Rückennummer 20 wird beim FC Liverpool nicht mehr vergeben. Sie trug Diogo Jota, der am 3. Juli 2025 bei einem Verkehrsunfall uns Leben kam.

### Beispiele geschützter Rückennummern im Handball
- die Rückennummer 2 von Michael Spatz beim TV Großwallstadt,
- die Rückennummer 2 von Magnus Wislander beim THW Kiel,
- die Rückennummer 3 von Uwe Gensheimer bei den Rhein-Neckar Löwen,
- die Rückennummer 6 von László Marosi beim TBV Lemgo und
- die Rückennummer 10 von Oleg Velyky beim HSV Hamburg nach seinem Tod
- die Rückennummer 11 von Volker Zerbe, ebenfalls TBV Lemgo (was er in seiner Funktion als Geschäftsführer des TBV Lemgo allerdings später selbst widerrief und dem Neuzugang Holger Glandorf die Nummer 11 zuwies).
- die Rückennummer 18 von Bjarte Myrhol bei den Rhein-Neckar Löwen